# مارك مكمان
مارك مكمان (بالإنجليزية: Mark McMahon)‏ هو لاعب بولينغ بريطاني، ولد في 1970.